# Spinc-Gruppe
Eine Spinᶜ-Gruppe (oder komplexe Spin-Gruppe) ist im mathematischen Teilgebiet der Spin-Geometrie, wiederum ein Teilgebiet der Differentialgeometrie, eine Lie-Gruppe, welche durch Vertwistung der Spin-Gruppe mit der ersten unitären Gruppe entsteht. Das Symbol C steht dabei für die komplexen Zahlen, welche mit {\displaystyle \mathbb {C} } notiert werden. Eine zentrale Anwendung finden Spinᶜ-Gruppen in der Definition von Spinᶜ-Strukturen, welche zentral für die Seiberg-Witten-Theorie sind.

## Definition
Die Spin-Gruppe {\displaystyle \operatorname {Spin} (n)} ist eine doppelte Überlagerung der speziellen orthogonalen Gruppe {\displaystyle \operatorname {SO} (n)} und entsprechend wirkt {\displaystyle \mathbb {Z} _{2}} auf dieser mit {\displaystyle \operatorname {Spin} (n)/\mathbb {Z} _{2}\cong \operatorname {SO} (n)}. Auf der ersten unitären Gruppe {\displaystyle \operatorname {U} (1)\cong S^{1}\subset \mathbb {C} } wirkt {\displaystyle \mathbb {Z} _{2}} ebenfalls durch die antipodale Identifikation {\displaystyle y\sim -y}. Die Spinᶜ-Gruppe ist nun definiert durch:
{\displaystyle \operatorname {Spin} ^{\mathrm {c} }(n):=\left(\operatorname {Spin} (n)\times \operatorname {U} (1)\right)/\mathbb {Z} _{2}}
mit {\displaystyle (x,y)\sim (-x,-y)}. Üblich ist auch die Notation {\displaystyle \operatorname {Spin} ^{\mathbb {C} }(n)}. Mit dem exzeptionellen Isomorphismus {\displaystyle \operatorname {Spin} (2)\cong \operatorname {U} (1)} gilt insbesondere {\displaystyle \operatorname {Spin} ^{\mathrm {c} }(n)=\operatorname {Spin} ^{2}(n)} mit:
{\displaystyle \operatorname {Spin} ^{k}(n):=\left(\operatorname {Spin} (n)\times \operatorname {Spin} (k)\right)/\mathbb {Z} _{2}.}

## Niedrigdimensionale Beispiele
- {\displaystyle \operatorname {Spin} ^{\mathrm {c} }(1)\cong \operatorname {U} (1)\cong \operatorname {SO} (2)}, induziert vom Isomorphismus {\displaystyle \operatorname {Spin} (1)\cong \operatorname {O} (1)\cong \mathbb {Z} _{2}}.
- {\displaystyle \operatorname {Spin} ^{\mathrm {c} }(3)\cong \operatorname {U} (2)},[5] induziert vom exzeptionellen Isomorphismus {\displaystyle \operatorname {Spin} (3)\cong \operatorname {Sp} (1)\cong \operatorname {SU} (2)}. Da außerdem {\displaystyle \operatorname {Spin} (2)\cong \operatorname {U} (1)\cong \operatorname {SO} (2)}, ist auch {\displaystyle \operatorname {Spin} ^{\mathrm {c} }(3)\cong \operatorname {Spin} ^{\mathrm {h} }(2)}.
- {\displaystyle \operatorname {Spin} ^{\mathrm {c} }(4)\cong \operatorname {U} (2)\times _{\operatorname {U} (1)}\operatorname {U} (2)}, induziert vom exzeptionellen Isomorphismus {\displaystyle \operatorname {Spin} (4)\cong \operatorname {SU} (2)\times \operatorname {SU} (2)}. Dabei ist die Determinante {\displaystyle \det \colon \operatorname {U} (2)\rightarrow \operatorname {U} (1)} die doppelt im Faserprodukt verwendete Abbildung. Daher besteht {\displaystyle \operatorname {Spin} ^{\mathrm {c} }(4)} aus Paaren von Matrizen aus der zweiten unitären Gruppe {\displaystyle \operatorname {U} (2)} mit gleicher Determinante. In der Physik dienen diese Paare zur Beschreibung der negativen und positiven Chiralität von Spinoren in vier Dimensionen, siehe Spinᶜ-Struktur und Dirac-Gleichung.
- {\displaystyle \operatorname {Spin} ^{\mathrm {c} }(6)\rightarrow \operatorname {U} (4)} ist eine doppelte Überlagerung, induziert vom exeptionellen Isomorphismus {\displaystyle \operatorname {Spin} (6)\cong \operatorname {SU} (4)}.

## Eigenschaften
Die Homotopiegruppen der Spinᶜ-Gruppen lassen sich über die lange exakte Sequenz der Homotopiegruppen des Faserbündels {\displaystyle \mathbb {Z} _{2}\hookrightarrow \operatorname {Spin} (n)\times \operatorname {U} (1)\twoheadrightarrow \operatorname {Spin} ^{\mathrm {c} }(n)} berechnen und sind gegeben durch:
{\displaystyle \pi _{k}\operatorname {Spin} ^{\mathrm {c} }(n)\cong \pi _{k}\operatorname {Spin} (n)\times \pi _{k}\operatorname {U} (1)\cong \pi _{k}\operatorname {SO} (n)}
für {\displaystyle k\geq 2}. Dabei wurde genutzt, dass bei einer Überlagerung wie {\displaystyle \operatorname {Spin} (n)\twoheadrightarrow \operatorname {SO} (n)} die höheren Homotopiegruppen über der Fundamentalgruppe übereinstimmen.